# Chiamalavita
Chiamalavita è un album dell'attrice italiana Maria Rosaria Omaggio e della cantautrice italiana Grazia Di Michele, pubblicato nel 2005.

## Descrizione
Chiamalavita nasce come spettacolo teatrale ideato da Maria Rosaria Omaggio e da lei interpretato con Grazia Di Michele, è stato realizzato per una campagna di sensibilizzazione sullo sfruttamento dei bambini soldato. I testi sono basati su composizioni di Italo Calvino, anche nella sua veste poco conosciuta di cantautore. Grazia Di Michele infatti ripropone 4 canzoni scritte proprio da Calvino e Sergio Liberovici.
Dopo 3 anni di repliche in Italia e all'Estero, lo spettacolo è stato messo in scena anche al Palazzo delle Nazioni Unite di New York nel 2005.
Il disco è stato prodotto da RaiTrade e i suoi proventi sono stati devoluti all'UNICEF. Le musiche sono state eseguite dal vivo da Grazia Di Michele, Andrea Pelusi, Filippo De Laura e Livio Matrone.

## Tracce
1. Chi ama (G. Di Michele, F. Lelli)
2. Pane e Ciliegie (G. Di Michele)
3. Dove vola l'avvoltoio? (testo: Italo Calvino – musica: Sergio Liberovici)
4. Sogni
5. Canzone triste
6. Angeli
7. Preghiera
8. Oriente-Occidente
9. L'angelo
10. Cose senza nome
11. Oltre il ponte (testo: Italo Calvino – musica: Sergio Liberovici)
12. Il cavallo guerriero
13. Il padrone del mondo